# Ontologický důkaz existence Boha
Ontologický důkaz existence Boha nebo přesněji ontologický argument je myšlenkový postup, který chce filosoficky zdůvodnit víru v Boha tím, že dokáže jeho existenci.

## Původ
Autorem této myšlenky je arcibiskup Anselm z Canterbury, který ji ve svém díle Proslogion (Proslogium seu Alloquium de Dei existentia) vyjádřil (jako oslovení Boha) takto:
| „                                 | Věříme, že jsi něco, nad co nic většího nelze myslet. (...) I pošetilec (tj. ten, kdo existenci Boží popírá) tedy musí uznat, že to, nad co většího nelze myslet, je přinejmenším v nahlédnutí, neboť když o tom slyší, nahlíží to, a cokoli nahlíží, to je v jeho nahlédnutí. Není ovšem možné, aby to, nad co nic většího nelze myslet, bylo pouze v nahlédnutí. Je-li to totiž pouze v nahlédnutí, lze myslet, že je to také jako věc sama, což je více. Je-li tedy to, nad co nic většího nelze myslet, pouze v nahlédnutí, pak to, nad co nic většího nelze myslet, je zároveň něco, nad co lze myslet něco většího. To však jistě není možné. Existuje tedy beze vší pochyby něco, nad co nic většího nelze myslet, a to jak v nahlédnutí, tak jako věc sama. | “ |
| — Anselm z Canterbury, Proslogion | |   |

## Další diskuse
Anselmův spis je psán jako oslovení Boha a určen „bratřím“, patrně v klášteře, aby podpořil jejich víru. Není tedy původně míněn jako nepochybný a definitivní důkaz. Proto jej středověcí teologové, například Tomáš Akvinský většinou nepřijali a uvažovali o jiných „cestách“, tj. postupech. Tomáš jich nabízí pět:
1. Z pohybu a změny: cokoli se pohybuje, pohybuje se proto, že jím něco pohybuje. Proto musí být něco (někdo), co je příčinou pohybu.
2. Původně Avicennův důkaz z první příčiny: všechno, co jest, musí mít nějakou příčinu, a protože řetězec příčin nemůže být nekonečný, musí existovat první příčina.
3. Z nahodilosti: věci mohou být i nebýt a někdy tudíž muselo nastat, že nebyla žádná z nich; proto musí existovat něco, co nutně jest – a tedy vždycky bylo.
4. Ze stupňů: kdykoli užíváme slov „více“ a „méně“, předpokládáme nějaké absolutní „nejvíce“ a „nejméně“.
5. Z účelnosti: věci v přírodě směřují k nějakým cílům, často k nejlepšímu, ačkoli samy nemají žádné poznání. Musí být tedy vedeny někým, kdo poznává.

Postupy, podobné Anselmovu, hojně rozvíjela novověká metafyzika. Obdobný postup, založený na pravdivosti Boží, užívá Descartes, v jiné podobě Leibniz a další metafyzikové, a to už jako důkazy.

## Kritika
Prvním logickým kritikem Anselmova postupu byl jeho současník, mnich Gaunilo z Marmoutiers, který poukázal na nemožnost dokázat existenci „největšího ostrova“ (pokud si představíme největší myslitelný ostrov, neznamená to ještě, že tento ostrov existuje).
Nedostatečnost Anselmova důkazu vyzdvihl z jiné stránky Blaise Pascal, podle něhož víra v křesťanském slova smyslu není jen teoretickým přesvědčením o existenci Boha:
| „                           | Víra se liší od důkazu: ten je pouze lidský, kdežto víra je dar Boží. (...) Je v srdci a neříká „vím“, nýbrž „věřím“. | “ |
| — Pascal, Myšlenky, č. 248. | |   |

| „                           | Jak je daleko od poznání Boha k tomu, začít jej milovat. | “ |
| — Pascal, Myšlenky, č. 280. |                                                          |   |

Zásadní kritiku ontologického důkazu provedl Kant, který odmítl zamlčený předpoklad tohoto postupu, totiž že skutečné bytí či „věc sama“ by mohla být jen atributem, který lze k myšlené věci přidat. Anselmův postup totiž předpokládá, že „to, nad co nic většího nelze myslet,“ už nějak je („v nahlédnutí“) a skutečné bytí je vůči tomu jen něco navíc. Právě tento předpoklad pak umožňuje vyhrotit myšlenku jako spor.
Z čistě logického hlediska lze Anselmův postup kritizovat také proto, že předpokládá, že množina „všeho, co lze myslet“ je přísně uspořádaná a má tedy „nejvyšší“ prvek. Ani tento předpoklad nelze přijmout jako samozřejmý, například v matematické teorii množin. Naopak modálně logickou verzi toho argumentu vyvinul Kurt Gödel.

## Význam
Přesto měl Anselmův pokus nesmírný význam pro vývoj evropského (západního) myšlení. Anselm byl patrně první křesťanský myslitel, který rehabilitoval pojem „teolog“ a „teologie“ ve smyslu racionální vědy a odvážil se o Bohu tímto způsobem přemýšlet a argumentovat. Ontologický argument se sice dnes převážně odmítá jako důkaz, jako velmi zajímavý myšlenkový postup je však i dnes předmětem odborné diskuse, která probíhá i na internetu.